# ヒップ (スラング)
ヒップ（Hip）または ヘップ（hep）は、英語の俗語のひとつ。形容詞的に、「今の流行」またはある特定のトレンドや事柄に精通している人、熱中している人を指して使う。"Hip" は "cool" と同様に、ある特定の感性を指すものではなく、何が "hip" であるかは時代と共に変化する。

## 概要

### 語源
この言葉は、1920年代後半の黒人英語 (African American Vernacular English, AAVE) に由来すると言われている。"Hip" は、初期の形 "hep" から派生したとされているが、アマチュアやプロの語源研究家の調査・推測にもかかわらず、"hip" と "hep" の語源については論争がある。
しかしながら、大多数の語源研究家は、"jazz" や "dig"、"banana" と同様に、"hip" や "hep"、"hepcat" は西アフリカのウォロフ語で「目を開いた人」を意味する "hepicat" という単語に由来すると考えている。
他には、19世紀、気晴らしにアヘンを使用していた人達に "hip" の語源を辿る説がある。これは、アヘン吸引者は通常、アヘン窟などで自分の体の横（すなわちヒップ（尻）の横）にアヘンを置き吸引していたが、アヘンの吸引は社会的に影響のある流行を作る人たちの習慣であったため、彼らが提喩として "hip" という言葉を流通させた、という説である。しかしながら、この説は "hep" という語が "hip" に取って代わられる1940年代頃まで使われていたことからも、否定されると考えられる。

## 対義語
ヒップの対義語として、頭の固い者たち・上流階級・保守的な人々を意味する「スクウェア（スクエア）」が使用されるのが一般的である。